# Sant Martí de Turà
Sant Martí de Turà és una antiga capella del terme comunal de Ribesaltes, a la comarca del Rosselló (Catalunya Nord).
Està situada, a la zona est del terme comunal de Ribesaltes, a prop i al sud-oest del Mas de la Garriga i de la capella romànica de Santa Maria de la Garriga.

## Història
Documentada a partir del 1150, moment en què consta que el senyor de Perapertusa tenia el delme de Turanum per comte de l'Església d'Elna, a excepció d'alguns drets que retenia el bisbe. Posteriorment passà a dependre del monestir de Santa Maria d'Alet, a Rasès, fins que el 1210 era cedit, per intercanvi, a Bernat, abat de Santa Maria de Fontfreda, al Narbonès. El 1237 s'esmenta l'església de Sant Martí com a parroquial del lloc de Turà. Apareix el 1216 i 1218 com a Turan, i Tura el 1210 i 1212 (Repertori toponímic de Pere Ponsich, 1980, 54).
El 1332 sembla que l'església i el lloc de Turà havien sofert danys en unes crescudes de l'Aglí, ja que l'abadia de Fontfreda, que consta com a consenyor amb el rei Jaume III de Mallorca, obtenia d'aquest rei el permís per al trasllat del poble i de l'església. El poble està prou documentat: era regit per tres cònsols i batlle, i havia de contribuir al manteniment del pont de Ribesaltes. El 1376 els mateixos turanesos s'obligaven a reconstruir el poble, i el 1408 ja devia estar refet, ja que un document n'esmenta el portal i el vall.
A finals del segle xvii Sant Martí consta com a capella, per la qual cosa es dedueix que el poble ja no existia, en aquell moment. L'església d'aquell moment era de nova construcció, almenys parcialment, ja que part de les pedres de l'església primitiva havien servit per a la reconstrucció, entre 1630 i 1669, de l'església de Sant Andreu de Ribesaltes. El 1651 els drets sobre Turà havien estat ja venuts per Fontfreda a la comunitat parroquial de l'església de Ribesaltes.

## L'edifici
La principal característica és que l'església de Sant Martí de Turà, d'origen romànic i refeta el XVII, amaga dessota l'actual estructura una església anterior, descoberta el 1944-45 en unes excavacions, i durant la darrera dècada del segle XX netejada i explorada amb més detall. Així, a partir de la troballa de la seva porta en una rasa feta als peus del mur meridional de l'església, es va poder treure a la llum un temple de planta rectangular, d'11,5 metres de llarg per 4,5 d'ample; el mur nord conté diverses finestres coronades per llindes monolítiques. El mur sud té les mateixes finestres, amb l'afegitó d'un segon pis d'obertures llargues i estretes, en forma d'espitlleres d'un sol biaix, que devien servir de defensa envers la riba de l'Aglí. Per la forma, són com les dels castells de les Corberes, i es poden datar al segle xiii o XIV.
D'altra banda, l'església de planta rectangular i els detalls trobats a l'interior del recinte fan pensar en un edifici religiós dels segles VII o VIII, que devia restar incorporat a les obres defensives del XIII i XIV. Excavacions posteriors podran aclarir més detalls d'aquesta església.